# Torrecilla del Monte
Torrecilla del Monte – gmina w Hiszpanii, w prowincji Burgos, w Kastylii i León, o powierzchni 14,93 km². W 2011 roku gmina liczyła 82 mieszkańców.